# Konrad Mägi
Konrad Vilhelm Mägi (1 de novembre de 1878 - 15 d'agost de 1925) va ser un dels primers pintors modernistes d’Estònia i dels països nòrdics, al nucli del llegat creatiu dels quals hi ha paisatges visionaris. Només va treballar durant setze anys, però s'estima que el volum total de la seva obra és d'uns 400 quadres.
A Estònia s'han fet nombroses exposicions de les seves obres, i en els darrers anys, el seu art s'ha descobert a Europa: l'any 2017, hi va haver una exposició individual de pintures de Konrad Mägi a la Galeria Nacional d'Art Modern i Contemporani de Roma; l'any 2018, les seves obres es van exposar a l'exposició Wild Souls: Symbolism in the Art Of the Baltic States al Museu d'Orsay; el 2021, més d'un centenar d'obres de Mägi es van exposar al Museu EMMA d'Espoo, i el 2022, les mateixes obres es van exposar al Museu d'Art de Lillehammer.
Les obres de Konrad Mägi són especialment apreciades pels seus colors vigorosos i impulsius i un enfocament panteista de la natura, fet que el fa únic en el modernisme europeu de principis del segle XX. Mägi va treballar a diferents parts d'Europa, segons les quals la seva obra es divideix en capítols força diferents: Dinamarca, Noruega, França, l'illa de Saaremaa, el sud d'Estònia, Itàlia, etc.
La recepció del seu art també va passar per diferents períodes. A les dècades de 1920 i 1930, l'obra de Konrad Mägi va influir en gran part de l'art estonià creat en aquell moment. Durant la Segona Guerra Mundial, el seu art va ser condemnat (les autoritats soviètiques van ordenar que les seves obres fossin retirades de les exposicions, que les seves cartes fossin destruïdes, etc.); va continuar prohibit fins a la segona meitat dels anys cinquanta. Cap a finals de la dècada del 1950, a mesura que l'austeritat política es va relaxar, l'obra de Mägi es va reintroduir i es van fer diverses retrospectives.
Malgrat que Mägi va passar la major part de la seva vida a les ciutats, la seva obra gira principalment al voltant dels paisatges: entorns sense humans, on la natura ofereix experiències irracionals, místiques, metafísiques i religioses. L'obra de Konrad Mägi està arrelada en tensions existencials que el van fer anhelar altres mons potencials. De jove va participar activament en el moviment revolucionari, però més tard es va retirar completament de la política i es va centrar completament en l'art. «La felicitat no és per a nosaltres, fills d'una terra pobra», va escriure una vegada Mägi. «Per a nosaltres, l'art és l'única sortida, perquè quan l'ànima s'omple del patiment etern de la vida, l'art proporcionarà allò que la vida no ens pot donar. Allà, en l'art, en la pròpia obra, es pot trobar la pau».
Malgrat que Mägi va passar la major part de la seva vida a les ciutats, la seva obra gira principalment al voltant dels paisatges: entorns sense humans, on la natura ofereix experiències irracionals, místiques, metafísiques i religioses. L'obra de Konrad Mägi està arrelada en tensions existencials que el van fer anhelar altres mons potencials. De jove va participar activament en el moviment revolucionari, però més tard es va retirar completament de la política i es va centrar completament en l'art. «La felicitat no és per a nosaltres, fills d'una terra pobra», va escriure una vegada Mägi. «Per a nosaltres, l'art és l'única sortida, perquè quan l'ànima s'omple del patiment etern de la vida, l'art proporcionarà allò que la vida no ens pot donar. Allà, en l'art, en la pròpia obra, es pot trobar la pau».
A més de les pintures de paisatges, Mägi va pintar retrats (inclosos uns quants retrats de membres del moviment de dones) i natures mortes. Va ser el primer director de Pallas, la primera escola superior d'art d'Estònia.
La salut de Konrad Mägi el va preocupar seriosament al llarg de la seva carrera creativa: diverses malalties van provocar un ràpid deteriorament de la seva salut durant la dècada del 1920. Konrad Mägi només tenia 46 anys quan va morir. Encara es desconeix el parador de més de la meitat de les seves obres.

## Biografia

### Infància
Konrad Mägi va néixer l'1 de novembre de 1878 al sud d'Estònia. Va passar la seva infantesa al petit poble d’Uderna prop d'Elva, que estava envoltat de grans boscos verges i hi passava una gran línia de ferrocarril. El seu pare, Andres Mägi, era un gerent de finques relativament acomodat, que va participar activament en el moviment de despertar ciutadà estonià a la segona meitat del segle xix. Pràcticament, no se sap res de la mare de Konrad Mägi, Leena Mägi. Konrad Mägi era el fill petit de la família: tenia quatre germans grans i una germana gran; un altre germà gran havia mort de petit. El primer nom Konrad va ser possiblement escollit perquè els noms alemanys eren populars entre la població rural d'Estònia en aquell moment. A Uderna, va anar a l'escola primària local durant tot just uns mesos.
Alguna cosa devia passar amb la salut mental d'Andrés Mägi: va començar a canviar de feina cada cop més sovint. Això va provocar la dissolució de la família: als 11 anys, Konrad Mägi es va traslladar a Tartu amb la seva mare i la seva germana. A la tardor de 1890, Konrad Mägi va començar a estudiar a l'escola primària de tres anys de l'Església Ortodoxa Apostòlica de Tartu, que va deixar després de només un parell de mesos. Uns anys més tard es va matricular a l'Escola Municipal de Tartu, però tampoc no hi va acabar els estudis. En canvi, es va convertir en aprenent de fuster a la fàbrica de mobles local. Alguns dissenys de mobles d'aquella època han sobreviscut.

### Descobrint l'art
A l'Estònia del segle xix, les belles arts eren una cosa a la qual tenien accés principalment els alemanys bàltics. La població rural indígena no veia gaire art, per no parlar de crear-lo. No obstant això, cap a finals de segle van sorgir diverses activitats culturals, entre altres l'interès per l'art. Konrad Mägi i els seus amics es van dedicar activament a la cultura física i als esports, però també es van interessar pel teatre, la literatura, la filosofia i la música clàssica.
El 1897, Konrad Mägi va ser contractat a la fàbrica de mobles Bandelier, on se li va encarregar la fabricació de complicades rosetes i volutes. A causa del desig dels propietaris de la fàbrica de millorar la qualitat dels seus productes, Mägi i altres empleats es van inscriure a les classes de dibuix de Rudolf von zur Mühlen. Allà, Mägi va estudiar dibuix en perspectiva i també dibuix tècnic i possiblement va tenir les seves primeres trobades amb la pintura. El 1902, Mägi va decidir anar a estudiar art a l'Escola de Dibuix Tècnic Stieglitz de Sant Petersburg.

## Viatges

### Sant Petersburg
Konrad Mägi va arribar a Sant Petersburg el gener de 1903 per estudiar escultura amb Amandus Adamson a l'escola Stieglitz. Els seus estudis van tenir èxit, i va conèixer diversos altres estonians que pretenien convertir-se en artistes, inclòs Nikolai Triik. No obstant això, no estava content amb l'enfocament tècnic i més aviat sec del dibuix a Stieglitz. Quan el departament d'escultura es va tancar un temps després, Mägi va anar perdent el seu interès pels estudis. Se sap que va visitar de manera activa museus i que sobretot estava fascinat per les obres de Mikhaïl Vrúbel i Nicholas Roerich.
Quan va esclatar la revolució de 1905, Mägi va participar en els esdeveniments: va organitzar uns quants actes a les esglésies i fins i tot va ajudar els revolucionaris a guardar les armes.
Mägi va col·laborar amb diverses publicacions polítiques a Estònia enviant-los il·lustracions satíriques amb un matís simbòlic. També hi va haver una vaga d'estudiants a l'escola Stieglitz, i un dels organitzadors podria haver estat Mägi. Es va negar a continuar els seus estudis en una escola endarrerida i va ser acomiadat. Va estudiar a l'estudi de Jakob Goldblatt i també va començar a donar classes d'art, però l'abril de 1906 va deixar Sant Petersburg.

### Les illes Åland i Hèlsinki

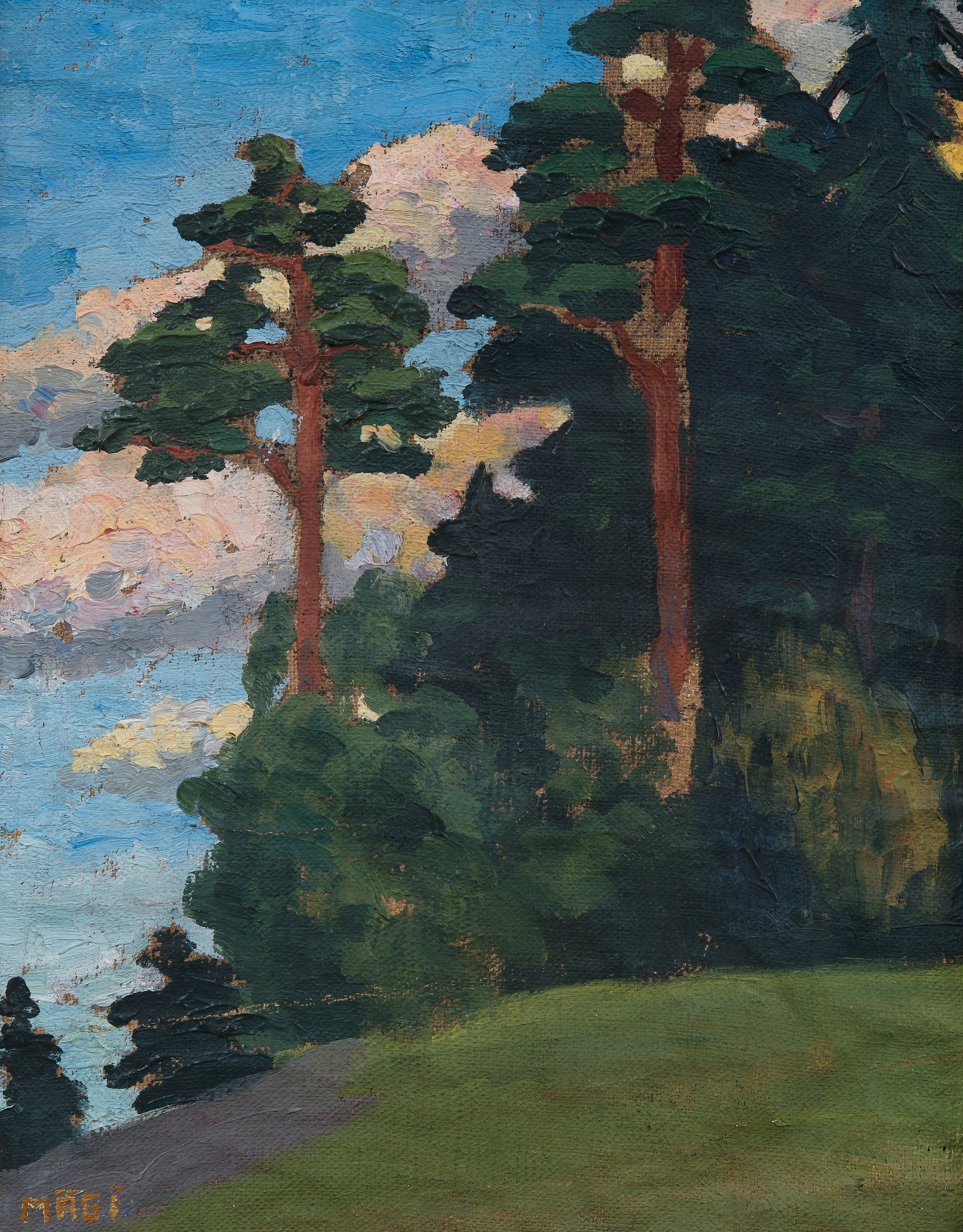
Åland Motif, 1906, oli sobre tela, Col·lecció d'art Enn Kunila

Mägi tenia 27 anys i no havia acabat ni una obra d'art, tot i que les seves ganes de fer-se artista augmentaven. Després de marxar de Sant Petersburg, va decidir passar l'estiu de 1906 amb els seus amics a les illes Åland. Fascinat per l'entorn romàntic i seguint l'exemple de Nikolai Triik, Mägi va començar a pintar per primera vegada. Se sap que a la seva habitació llogada hi havia uns quants esbossos de pintura, dels quals no se'n conserva cap.
Només hi ha una pintura del període d'Åland. Té molt poques d'aquelles característiques que després es van convertir en representatives de l'estil de Konrad Mägi. Finalment, Mägi va aconseguir treballar de manera coherent, inspirant-se en la natura, i aquest patró de viure en un poble i pintar al camp va caracteritzar el seu estil de vida a partir d'aleshores.
El setembre de 1906, Mägi i els seus amics van marxar d'Åland cap a Hèlsinki, on Mägi va estudiar durant un curt període a l'escola de dibuix Ateneum. També va començar a donar classes d'art a Anni i August Vesanto, que aviat es van convertir en els seus amics i mecenes. Anni Vesanto va vendre les aquarel·les de Mägi al seu estanc, però els ingressos que Mägi en va rebre eren insignificants. Es guanyava la vida principalment reescrivint cançons populars estonies, i tan bon punt va haver reservat una quantitat suficient, va decidir viatjar a París a finals d'agost de 1907.

### París
El primer període de Mägi a París va durar des de setembre de 1907 fins a la primavera de 1908. «He estat dos dies a París. Alemanya no m'agrada gens. La seva tecnologia era fantàstica, però la seva estupidesa era encara més fantàstica. França és completament diferent, els francesos són realment simpàtics. París és una ciutat interessant. Aquí hi ha molt d'art per veure. En general, m'agrada, tot i que només tenia uns quants francs a la butxaca quan vaig arribar», va escriure Mägi uns dies després d'arribar a París.
A París, Mägi es va allotjar inicialment a casa de l'escultor Jaan Koort, però més tard es va traslladar a la colònia d'artistes La Ruche. Va estudiar dibuix a les institucions independents de l’Académie Colarossi i l’Académie de la Grande Chaumière.
Mägi freqüentava exposicions, però gairebé no li fascinava l'art modernista. «Per descomptat, no millora les coses: sovint s'hi veuen tals escombraries que no té sentit parlar-ne», va escriure més tard sobre les exposicions d'art parisencs.
Es pressuposa que Mägi encara no pintava en aquell moment per falta de diners. «Tots els diners que tenia, que no eren molts, és clar, els vaig gastar en tabac i paper (el tabac és terriblement car i dolent), sense deixar res per a material», va escriure a August Vesanto. Tanmateix, és possible que pintés, però les pintures simplement han desaparegut.
A l'hivern de 1908, Nikolai Triik va arribar a París des de Noruega, i a instigació de Triik, Mägi també va decidir viatjar per Copenhaguen fins a Noruega per a l'estiu i tornar a París a la tardor.

### Noruega
Konrad Mägi només volia passar un parell de mesos a Noruega abans de tornar a París. Tenia 30 anys i només havia fet unes quantes obres, mentre que la seva salut s'anava deteriorant progressivament. L'agost de 1908 es va traslladar al camp, on finalment es va poder dedicar a fer art: va fer estudis per practicar el seu ofici, perquè el seu objectiu era fer les proves d'accés a l’Acadèmia de Belles Arts de París a la tardor. Malauradament, no tenia prou diners per marxar de Noruega, així que es va quedar dos anys més.
A Noruega, finalment Mägi va començar a pintar. No va datar les seves obres amb precisió ni va proporcionar la ubicació exacta del motiu: el seu objectiu era deixar de banda la realitat i percebre els ritmes i les estructures que constitueixen l'essència real de les coses i els fenòmens. Va participar en una exposició a la Galeria Blomqvist d'Oslo, però no hi va haver cap avenç. Tanmateix, també va enviar les seves obres a Estònia per ser exposades en una exposició organitzada pel grup literari Noor-Eesti (Estònia Jove) el 1910, i aquest va ser l'inici del seu ascens al seu país d'origen.
Els paisatges noruecs de Mägi inclouen vistes panoràmiques i realistes de la natura i paisatges de pantà gairebé al·lucinants.

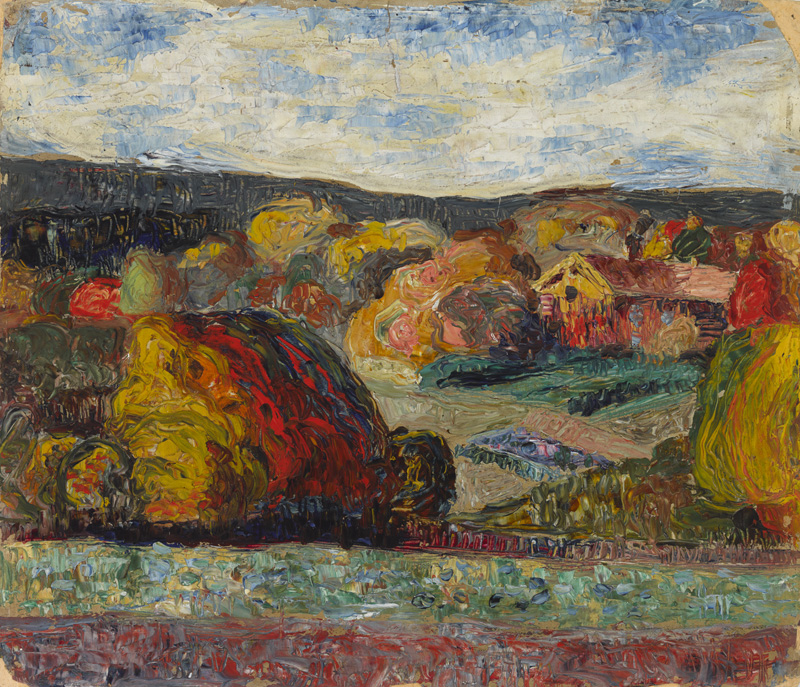
Paisatge de Noruega, 1908-1909, oli sobre cartró, Museu d'Art d'Estònia
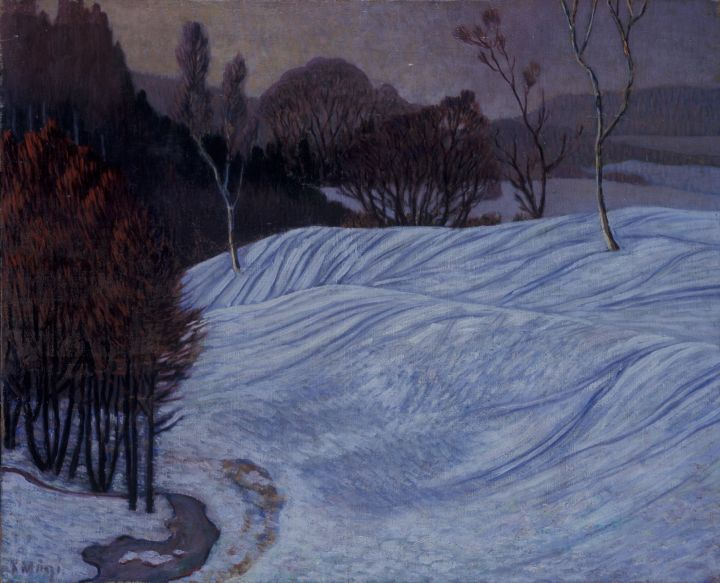
Paisatge noruec. (Paisatge d'hivern), 1908–1910, Oli sobre tela, Museu d'Art d'Estònia
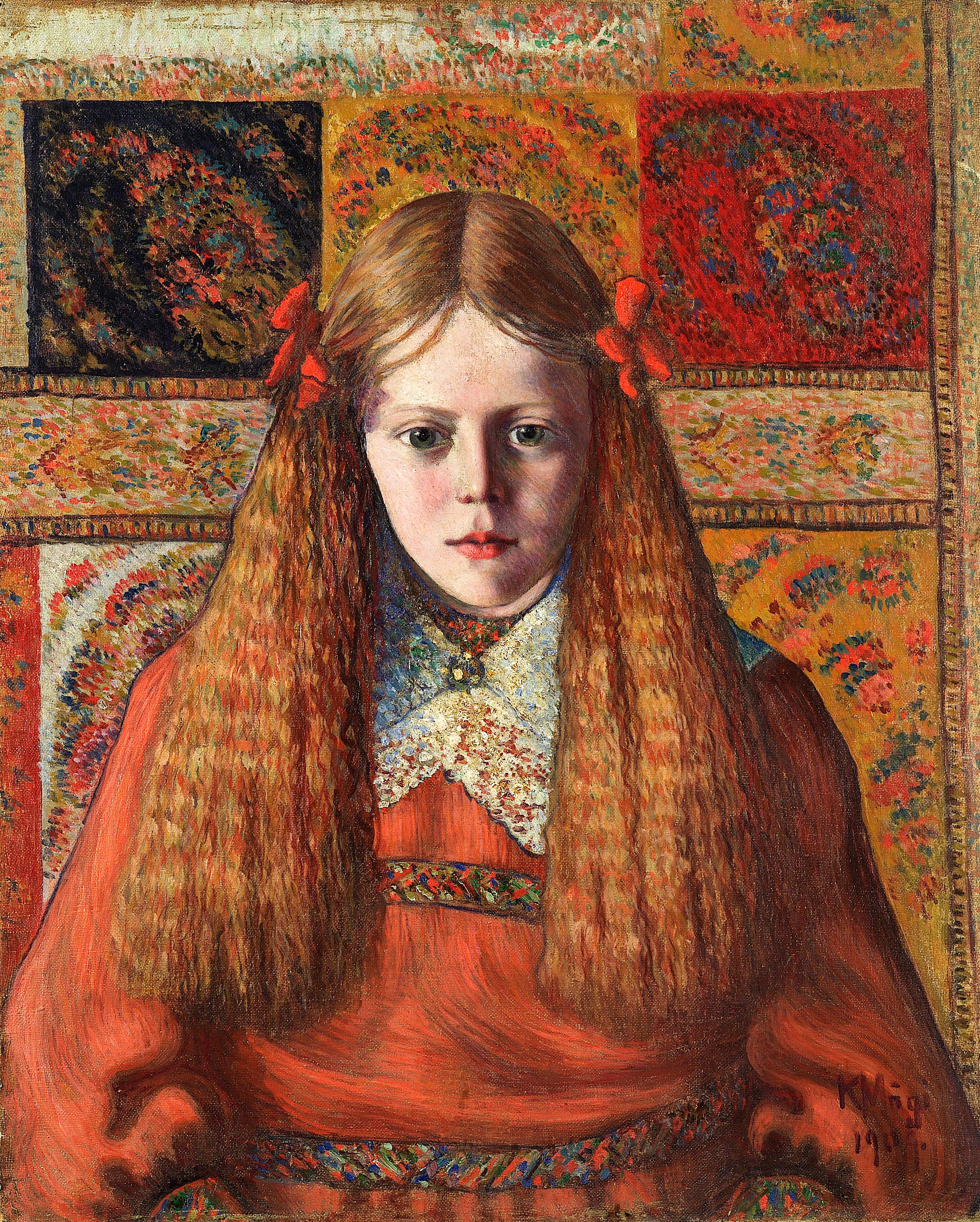
Retrat d'una noia noruega, 1909, Oli sobre tela, Museu d'Art de Tartu
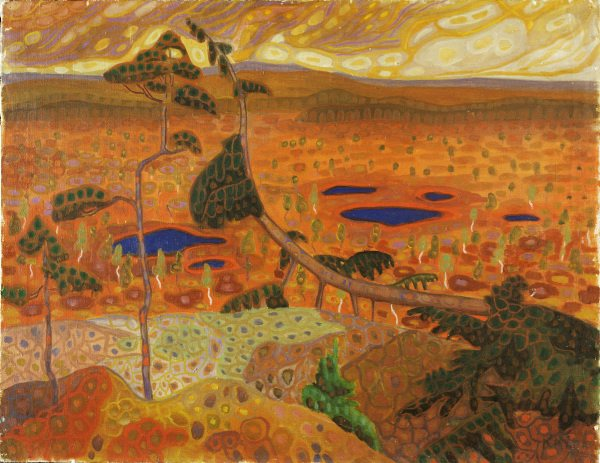
Paisatge noruec amb un pi, 1908-1910, Oli sobre tela, Museu d'Art d'Estònia
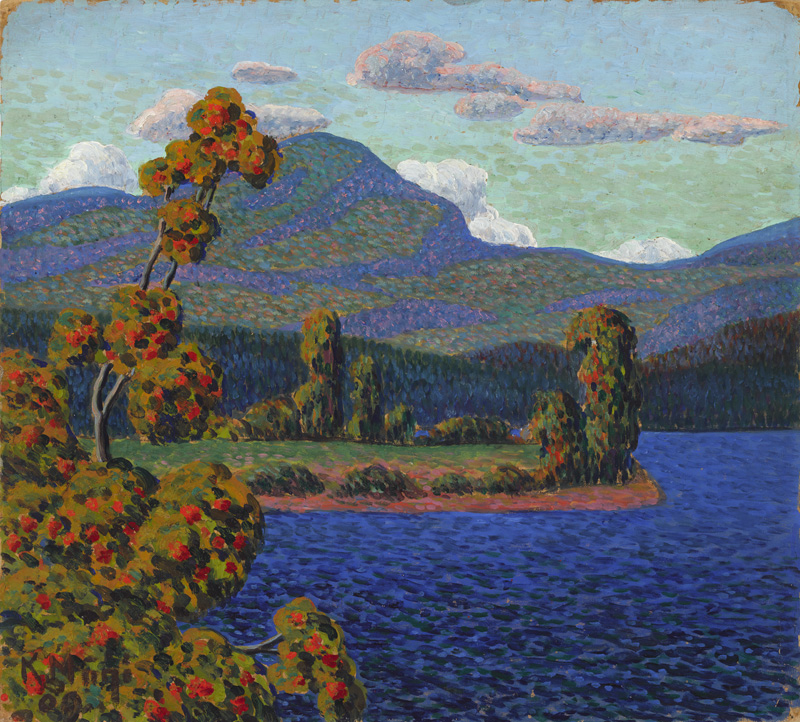
Paisatge de Noruega, 1909, Oli sobre cartró, Museu d'Art d'Estònia
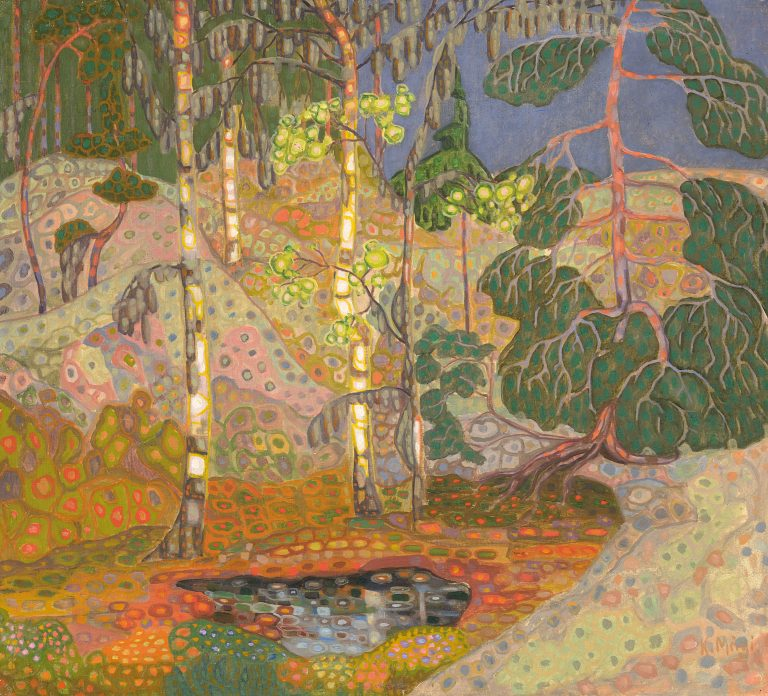
Paisatge noruec. Paisatge de pantà, 1908–1910, oli sobre tela, Museu d'Art d'Estònia
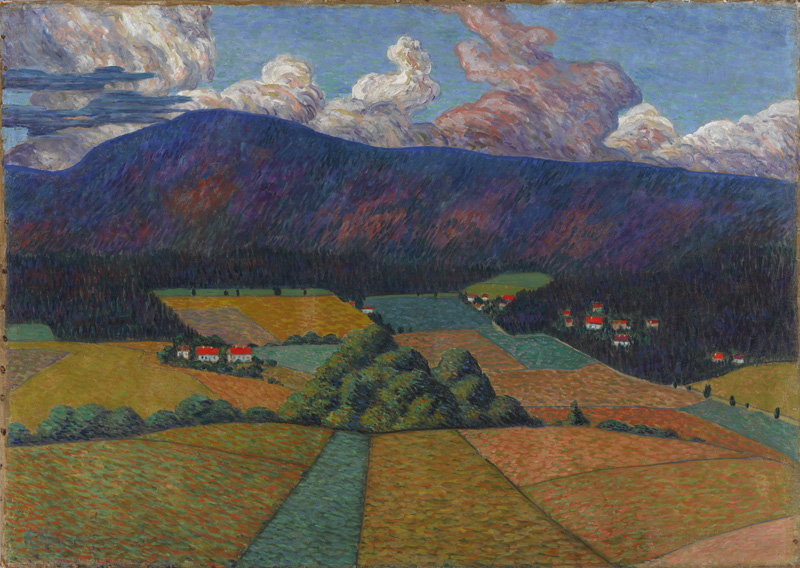
Paisatge de Noruega, 1909, Oli sobre tela, Museu d'Art d'Estònia

### De tornada a París
El 1910, Konrad Mägi es va traslladar de nou a París. Durant el seu viatge a Normandia a l'estiu va començar de nou a pintar, i d'aquella època han sobreviscut algunes obres. A París, se sap que va signar almenys un quadre amb grafia francesa: K. Maegui. Tres quadres d'ell van ser exposats a l'exposició de 1912 del Salon des Indépendants. Patint de depressió, va empaquetar les seves coses a la primavera de 1912 i va tornar a Estònia.

### De tornada a Estònia
A l'estiu de 1913, Konrad Mägi va viatjar a Saaremaa. Com que la seva salut s'anava deteriorant, esperava que el fang medicinal local i el millor clima li aportarien algun alleujament.
Mägi va pintar principalment a la petita illa de Vilsandi, treballant ràpidament i sense moure's gaire. La seva pinzellada és més densa i intensa que a Noruega, i les pintures consisteixen en petits punts de color que creen una impressió abstracta més que realista. Aquesta va ser la primera vegada que es representaven paisatges d'Estònia utilitzant els mitjans de l'art modern. El nombre exacte de paisatges de Saaremaa de Mägi és desconegut fins ara.
Durant els anys següents, Mägi es va establir a Tartu i va passar els seus estius pintant al sud d'Estònia (a Kasaritsa, prop del llac Pühajärve, a Otepää, etc.). Les seves obres van començar a revelar més la seva visió i experiències personals del món. A mitjans de la dècada del 1910, els paisatges de Mägi es van tornar relativament foscos, amb parets d'arbres i cels nefasts entrant a l'espai pictòric. Aquesta foscor es pot explicar per la depressió duradora de Mägi i els seus problemes de salut que empitjoren progressivament.
A mitjans de la dècada del 1910, Mägi va començar a ensenyar art i, a finals de la dècada, ell i els seus companys van fundar l’escola d'art Pallas, mentre que Mägi va ser escollit com a primer director de l'escola.

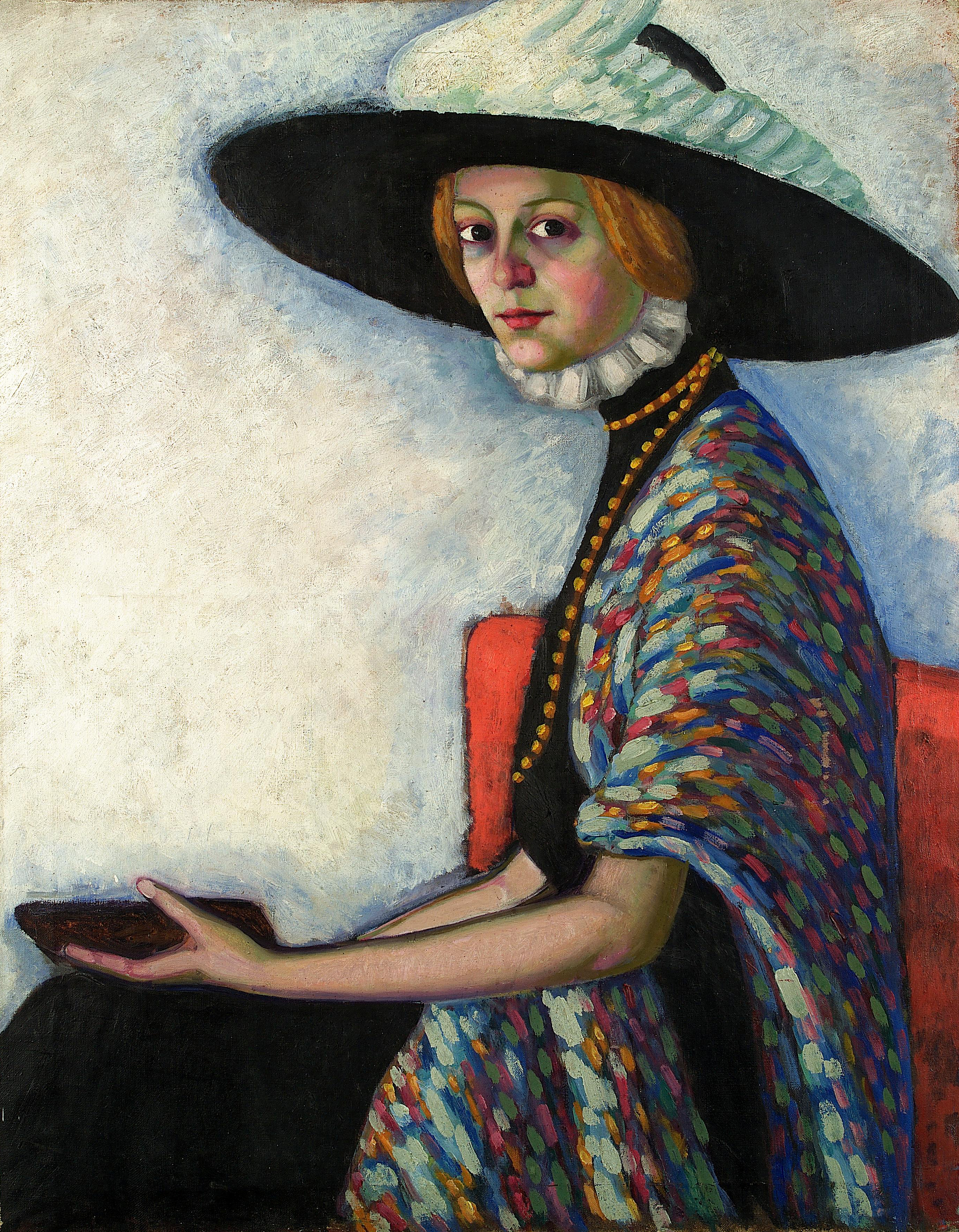
Retrat d'Alide Asmus, 1912-1913, Oli sobre tela, Museu d'Art de Tartu
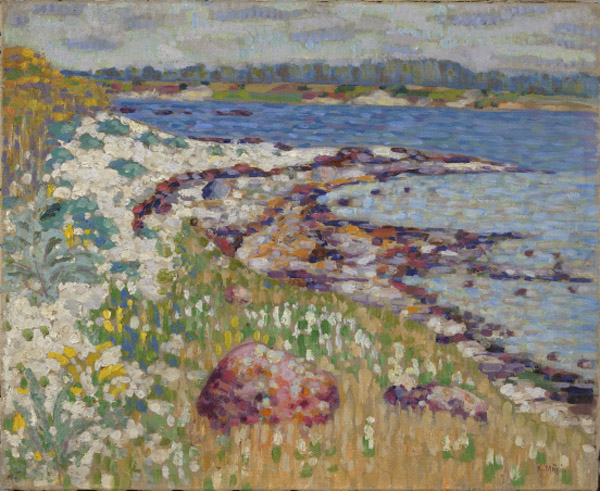
Saaremaa Motif, 1913, Oli sobre tela, Museu d'Art d'Estònia
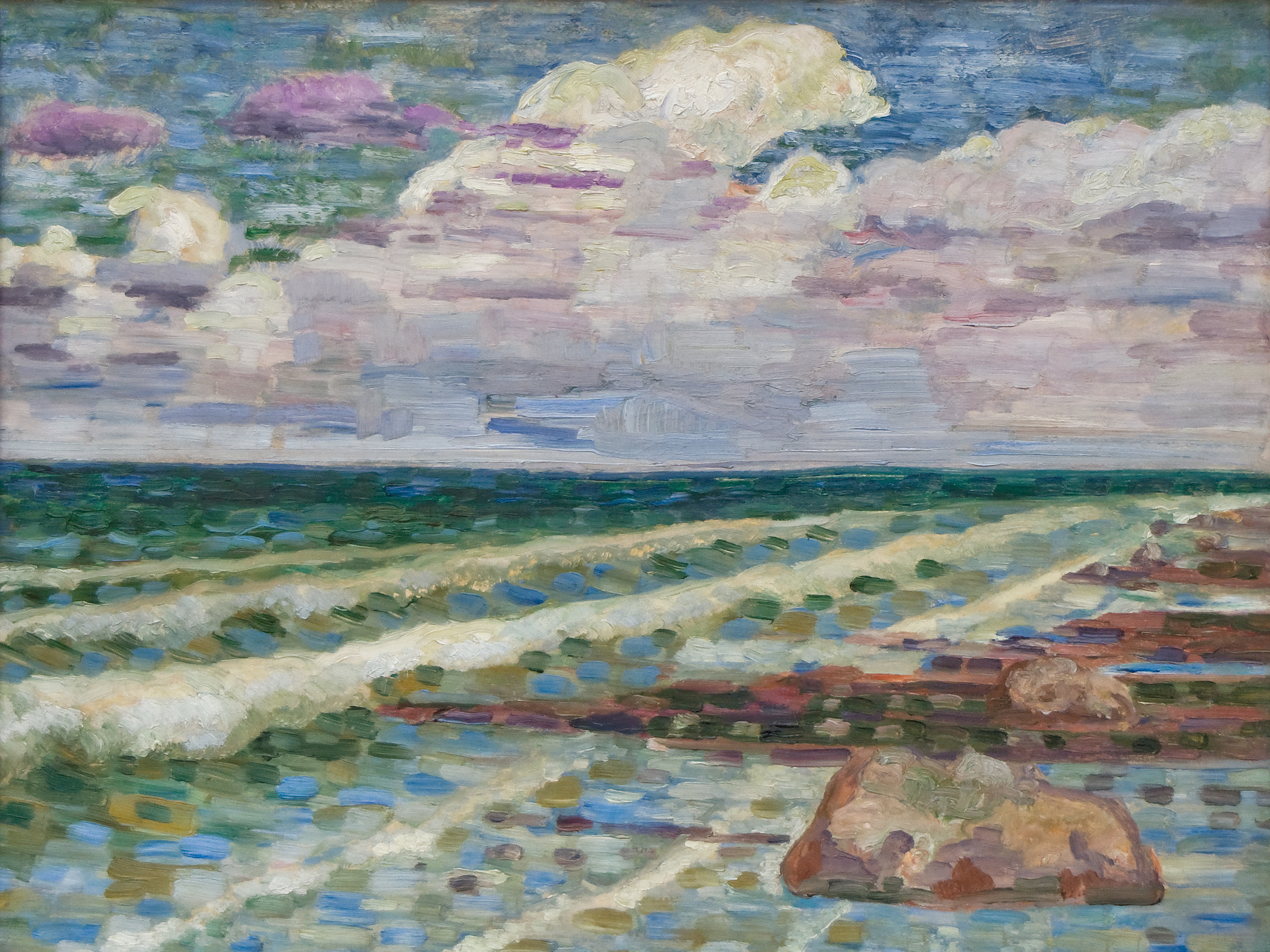
Seashore in Saaremaa, 1913-1914, Oli sobre cartró, col·lecció d'art Enn Kunila
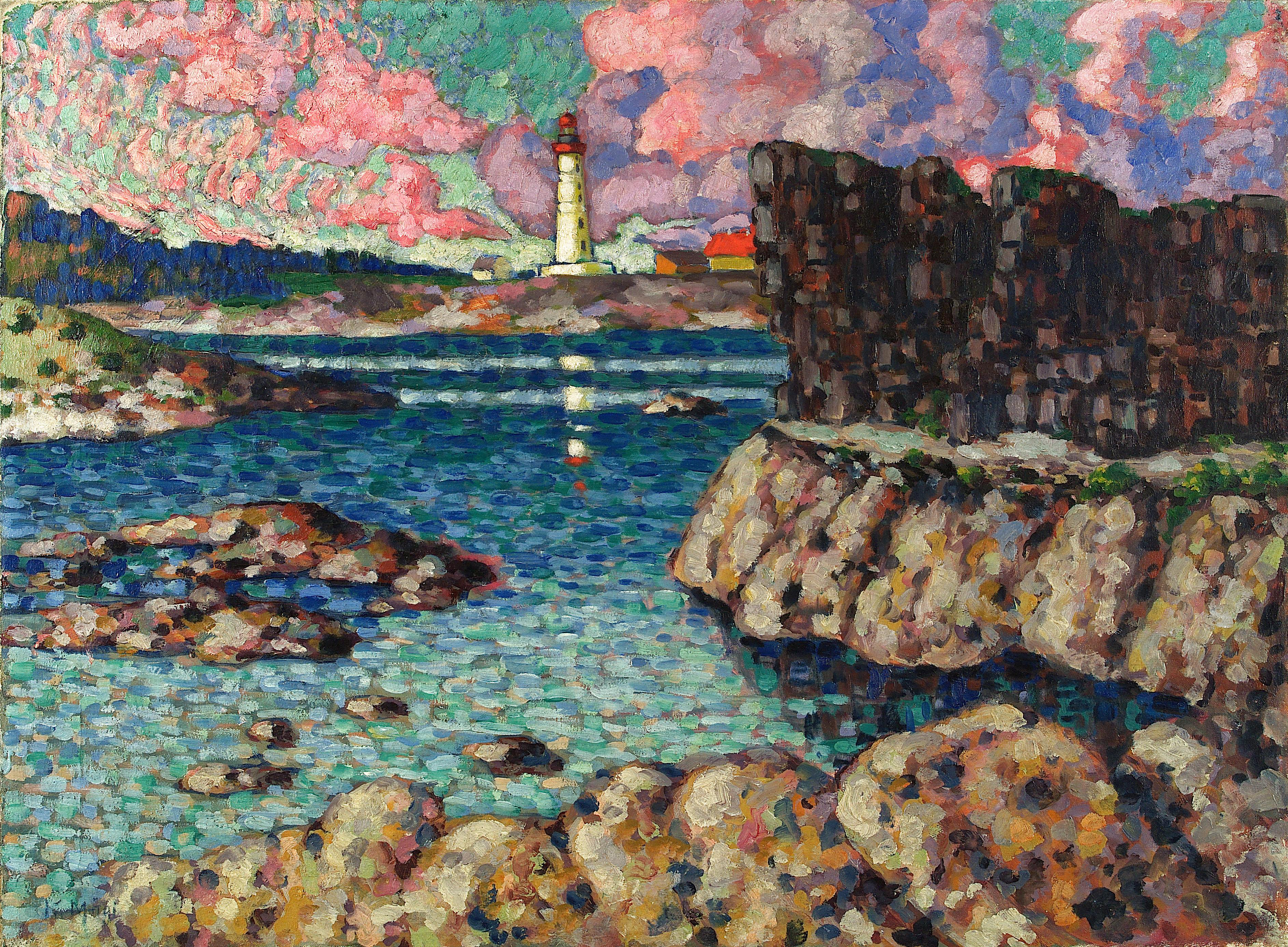
Paisatge de Vilsandi, 1913-1914, Oli sobre tela, Museu d'Art de Tartu
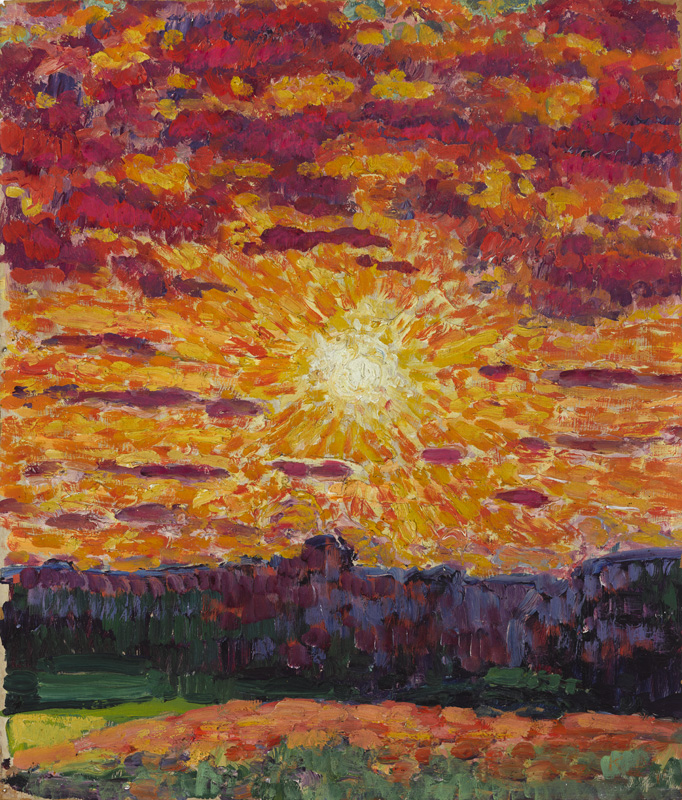
Paisatge amb el sol, 1913-1914, Oli sobre cartró, Museu d'Art d'Estònia
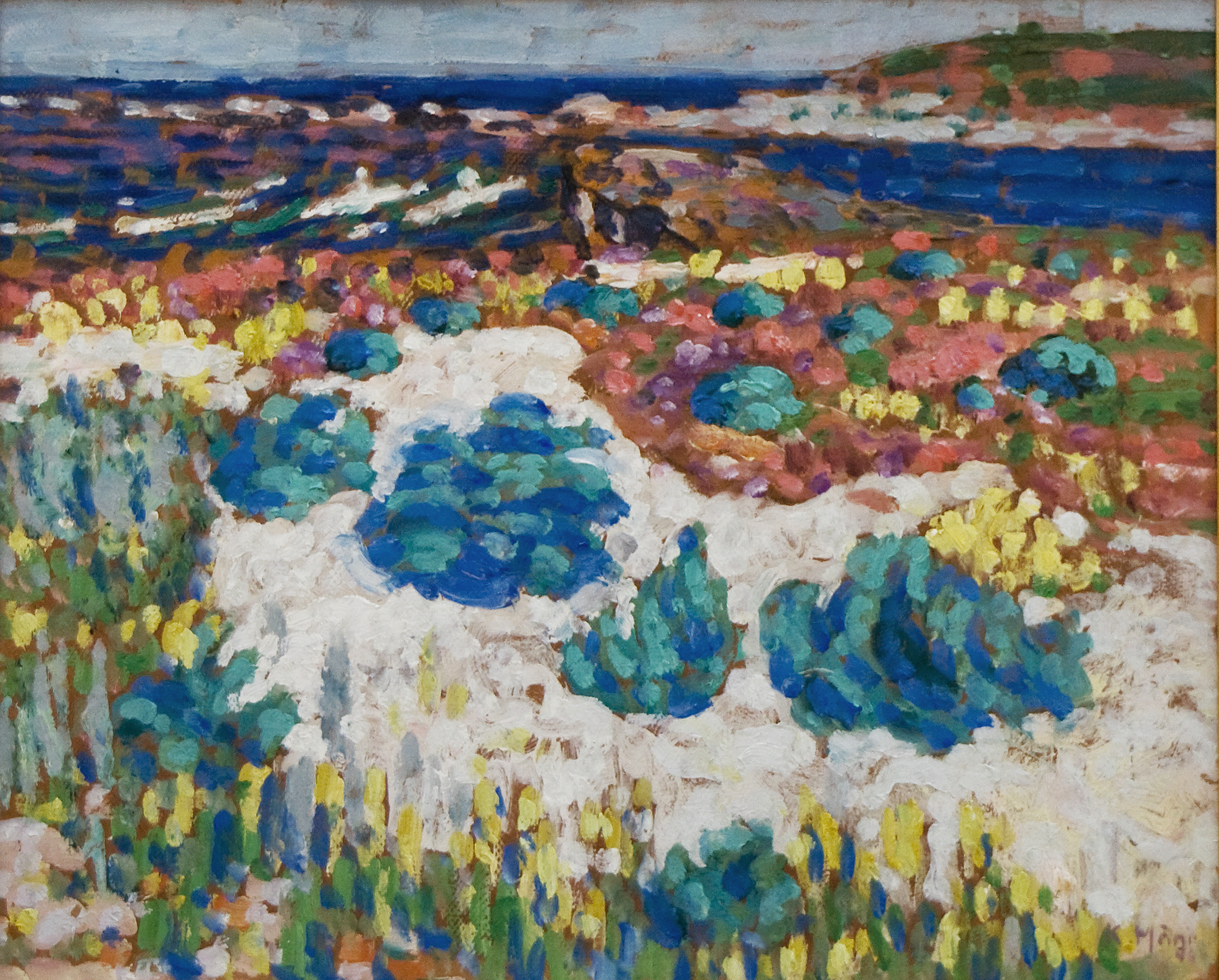
Saaremaa. A Study, 1913-1914, Oli sobre cartró, col·lecció d'art Enn Kunila
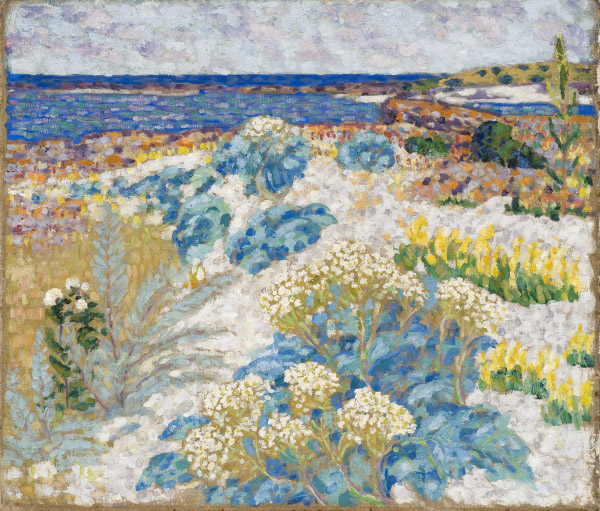
Sea Kale, 1913-1914, Oli sobre tela, Museu d'Art d'Estònia
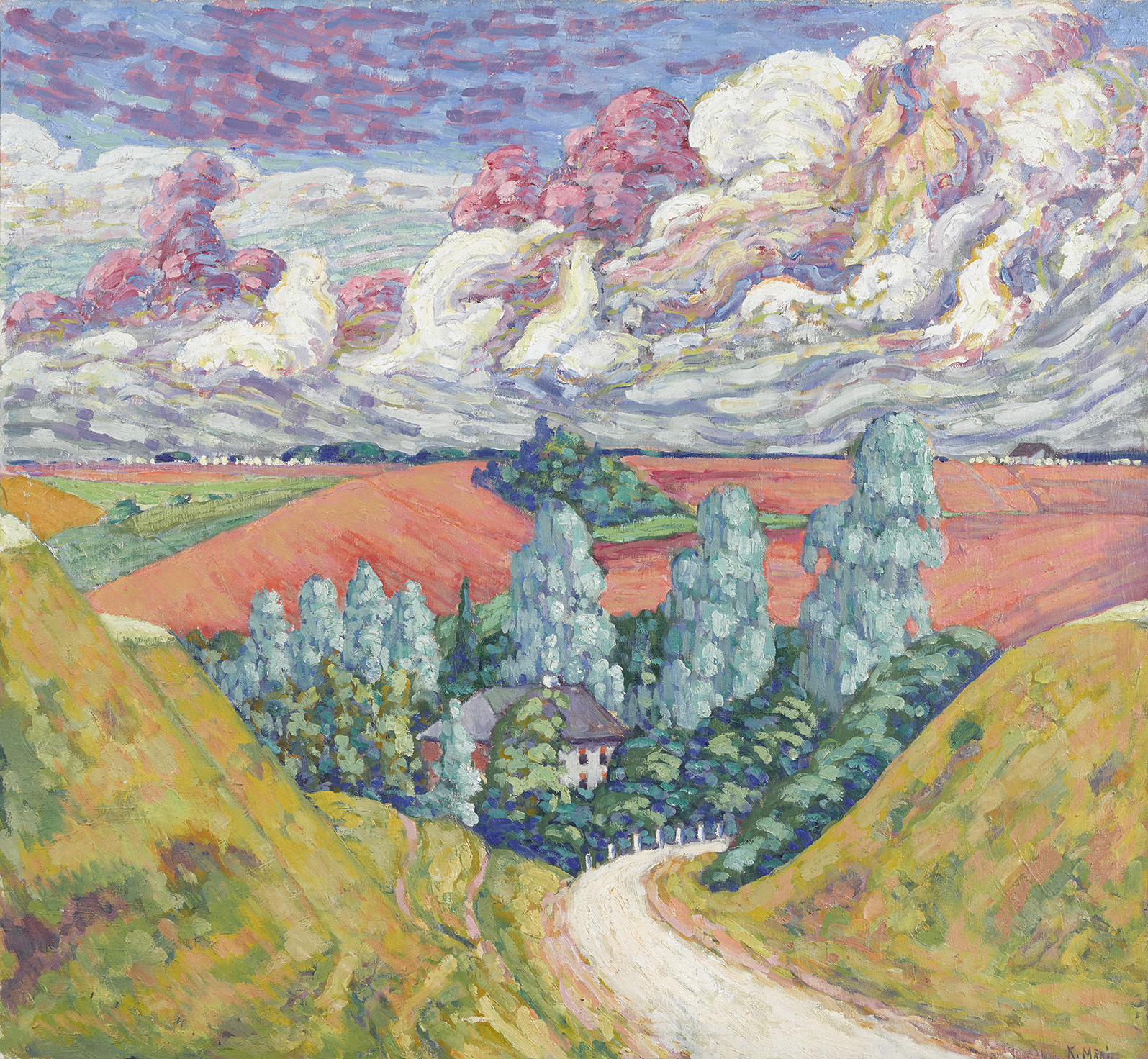
Al camí de Viljandi a Tartu, 1915-1916, Oli sobre tela, Museu d'Art d'Estònia
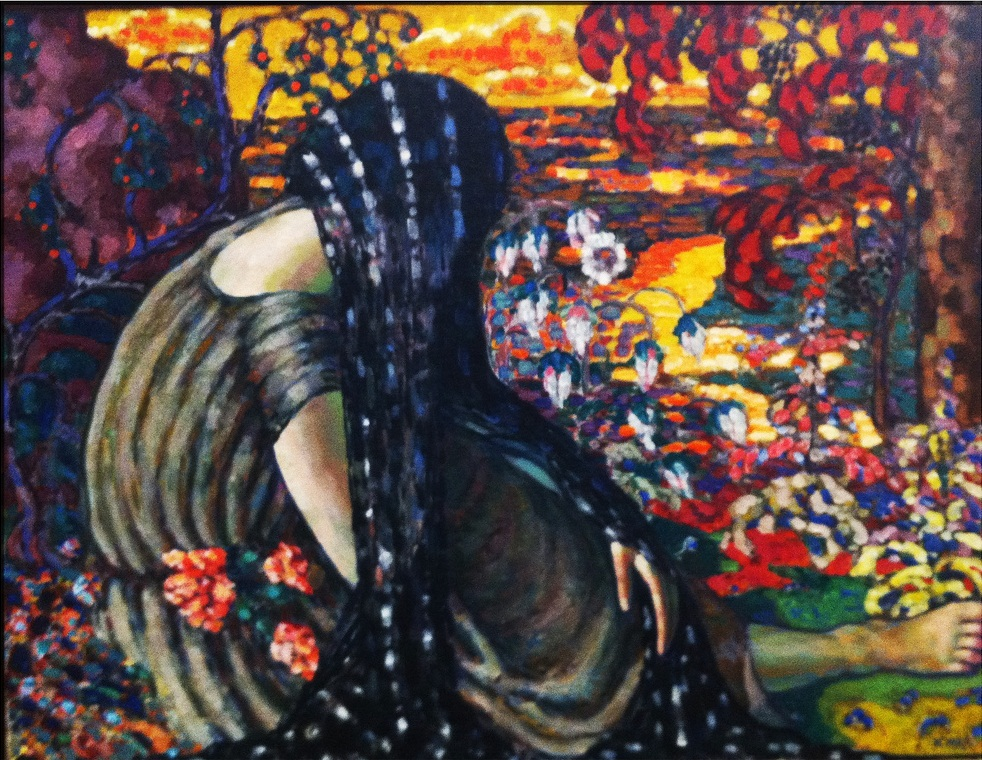
Meditació. (Paisatge amb una dama), 1915-1916, Oli sobre tela, Museu d'Art d'Estònia
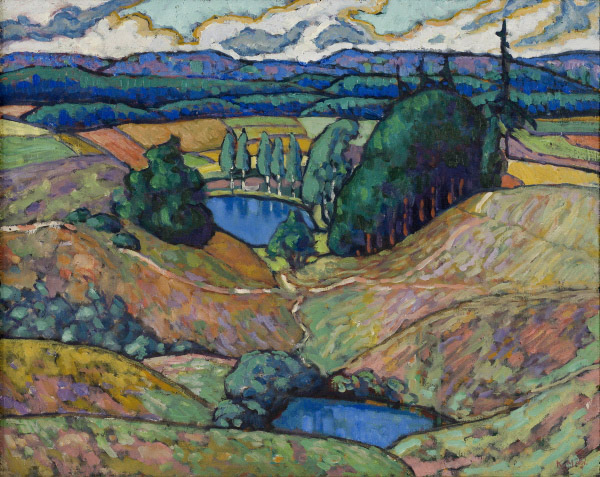
Võrumaa Landscape. Lake Valgjärv, 1916-1917, Oli sobre tela, Museu d'Art d'Estònia
Paisatge de Kasaritsa, 1916-1917, Oli sobre tela, Museu de Viljandi

### Itàlia
Durant gairebé deu anys, Mägi no va sortir d'Estònia, però el setembre de 1921 va decidir anar a Itàlia. Durant aquest recorregut, els motius urbans apareixen per primera vegada a la seva obra, però no com a símbols de la modernitat, sinó com una il·lusió centrada principalment en edificis, escales i altres objectes arquitectònics. L'estiu de 1922, Mägi va viatjar a Roma, on va pintar sorprenentment pocs motius urbans concrets i es va centrar, en canvi, en les masses d'aigua i el cel, reduint la ciutat a una estreta franja a la distància. També va pintar a l'illa de Capri ia Venècia.

### Anys Finals
Després del seu retorn a Tartu, Mägi va començar a ensenyar natura morta i pintura de paisatge. Malauradament, a mitjans de la dècada del 1920, estava malalt terminal. Durant la seva vida i en retrospectiva, els metges han sospitat que podria haver patit úlceres gàstriques, gastritis, reumatisme, radiculitis i tuberculosi. El 1924, Mägi va marxar a Alemanya per ser tractat en un sanatori. Durant els dos mesos que hi va estar, va estar dempeus durant tot just tres o quatre dies. El 1925, va tornar a Estònia, on va ser tractat en una clínica de malalties internes. La seva irritabilitat es va intensificar i això, en retrospectiva, s'ha associat a un possible diagnòstic d’esquizofrènia, que podria haver estat causada per una neurosífilis no tractada. A finals de maig, els seus alumnes el van traslladar a un hospital psiquiàtric, on la seva salut es va deteriorar de manera irreversible. Konrad Mägi va morir el 15 d'agost de 1925 a les 13:20 a l'edat de 46 anys.

## Retrats
De tornada a Estònia, Mägi es va quedar a Tartu a casa de la seva germana. El 1913 va començar a pintar retrats per encàrrec, i durant els anys següents va pintar principalment dames de classe alta. També s'acostaria a possibles models ell mateix, preguntant-los si posarien per a ell. Tenia un interès especial per representar personatges d'altres ètnies: jueus, gitanos o polonesos, etc.

## Desaparegut i trobat
Encara es desconeix tot l'abast de l'obra de Konrad Mägi, perquè en vida Mägi mai va mantenir registres regulars de la seva obra i les estimacions són només aproximades, però hi ha proves de 290 pintures de Mägi, algunes de les quals només existeixen en forma de reproducció en blanc i negre. S'ha afirmat que Mägi va fer un total de 400 pintures, però fins i tot aquesta xifra és només una suposició. Després de la mort de l'artista, un inventari d'objectes trobats al seu apartament enumerava 88 pintures, 60 aquarel·les, 16 dibuixos de colors i 242 dibuixos.
A més d'obres que han desaparegut o han desaparegut, també s'han destruït les obres de Mägi: un dels destructors va ser el mateix artista, que es diu que va començar a destrossar les seves pròpies obres cap al final de la seva vida i es diu que va dir als empleats de l'escola d'art de Pallas que netegessin els seus quadres amb un dissolvent. Diverses obres van morir en atacs militars a Tartu el juliol de 1941. Algunes de les obres de Mägi van quedar parcialment danyades en el bombardeig del Museu d'Art de Tartu i algunes poden haver estat destruïdes en l'incendi al Museu d'Art d'Estònia.
Avui dia, les pintures de Konrad Mägi estan escampades per tot el món i no hi ha registres sistemàtics del parador de la seva obra. Maie Raitar (1944-2008) va poder trobar i reincorporar a la història de l'art desenes d'obres de Mägi, però fins ara el seu arxiu exhaustiu també ha desaparegut. L'any 2018 es va crear la Fundació Konrad Mägi, i un dels seus objectius era buscar les obres desaparegudes de Mägi. Fins ara, s'han trobat aproximadament 40 obres noves o desaparegudes, que s'han inclòs a l'exposició Konrad Mägi. Pintures invisibles al Museu Nacional d'Estònia (13 d'octubre de 2023 - 7 de gener de 2024), així com al catàleg que l'acompanya.

## Lletres
A més de les obres de Konrad Mägi, els seus arxius també contenen cartes i postals enviades als seus amics i companys. La majoria de les cartes existents de Konrad Mägi són accessibles a la pàgina web de Konrad Mägi. Les cartes originals es conserven a l'Arxiu Històric Cultural [EKLA] del Museu Literari Estonià, als arxius del Museu d'Art Estonià [EKM arhiiv], als arxius del Museu d'Art de Tartu [TKM arhiiv] i en una col·lecció privada a Hèlsinki. L'anotació [RP] significa cartes publicades a la monografia de Rudolf Paris (1932), els originals de les quals han desaparegut. En diversos casos, París només va incloure parts de les cartes de Mägi. Només s'han inclòs aquells fragments de cartes publicades per París que eren cites directes; Les paràfrasis de París de les cartes de Mägi han quedat fora. Per a la viabilitat de la lectura, també s'han deixat de banda les salutacions de Konrad Mägi amb les quals acaba les seves cartes, tret que continguin informació important.
Les cartes a August Vesanto en rus han estat traduïdes a l'estonià per Ilona Martson. Les cartes les van tornar a escriure Mareli Reinhold, Liisi Tee, Kadi Kass, Aili Kuldkepp i Aili Grichin. Cf.